# Дипломатически мисии в Южен Судан
Това е списък на дипломатическите мисии в Южен Судан. Всички посолства и консулства са разположени в столицата Джуба.

## Посолства
- Великобритания[1]
- Германия[2]
- Египет[3]
- Еритрея[4]
- Израел[5]
- Индия[6]
- Кения[7]
- Китай[8]
- Норвегия[9]
- Русия[10]
- Судан[11]
- САЩ[12]
- Франция[13]

## Посолства обслужващи Южен Судан
| - Австралия (в Найроби) - Австрия (в Кайро) - Белгия (в Кайро) - България (в Адис Абеба) - Испания (в Хартум) - Италия (в Адис Абеба) - Канада (в Найроби) | - Куба (в Адис Абеба) - Нидерландия (в Хартум) - Сахарска арабска демократична република (в Адис Абеба) - Финландия (в Адис Абеба) - Швейцария (в Адис Абеба) - Швеция (в Хартум) - Япония (в Хартум) |

## Консулства
- Нидерландия (Liaison Office)[28]
- Република Южна Африка (консулство)[29]
- Турция (консулство)[30]
- Уганда (консулство)[31]